# Millau (Aveyron)
Millau (en occitano Milhau) es una comuna francesa perteneciente al departamento de Aveyron, en la región Mediodía-Pirineos (oficialmente, Midi-Pyrénées). Su gentilicio en idioma francés es Millavois (femenino: Millavoises),

## Historia
La primera población de Millau apareció hace cerca de 3000 años en las alturas de la Granède, hacia el segundo o primer milenio antes de Cristo, descendiendo a la llanura aluvial situada a la orilla izquierda del Tarn en la confluencia con el río Dourbie, formando la aglomeración galorromana llamada Condatomagus. La ciudad llegó a ser un importante centro de fabricación cerámica sigillata que era exportada a todo el Imperio romano. Tras la decadencia de la civilización romana, esta ciudad desaparece.
En el siglo XI se documenta el primer nombre de Millau: Ameliavus, que evolucionará a Amilhau, y después a Milhau y Millau. En estos años nace el Vizcondado de Millau. Durante el siglo XI la ciudad pasa sucesivamente por la dominación de los condes de Provenza, los condes de Barcelona y, después de 1166, los reyes de Aragón que le concedieron su sello y la libertad de administración jurídica, social y política a sus habitantes mediante cónsules (carta consular), antes de pasar a la Corona de Francia tras la muerte de San Luis.
En 1361, en el curso de la guerra de los Cien Años, la ciudad cae bajo la dominación inglesa. La llegada de la paz en el siglo XV dota a la villa de un nuevo espíritu. Las premisas de la Reforma protestante calaron en Millau durante el siglo XVI, convirtiendo rápidamente a la villa en un importante foco de este movimiento religioso. La revocación del edicto de Nantes en 1685 causó el exilio de un gran número de protestantes. El siglo XIX contempla el desarrollo de la industria del guante, la modernización y el crecimiento de la ciudad.

### Cronología
- hacia 120 a. C., Millau era una de las principales ciudades de los galos rutenos, que durante la dominación romana se llamó Condatomagus, y un importante centro productor de cerámica.
- 875 : Amiliavum.
- 916 : Bernard, primer vizconde de Millau.
- 1112 : Dulce de Millau, heredera del vizcondado, se casa con Ramón Berenguer III de Barcelona (1082-1131).
- 1172 : Alfonso II de Aragón (1157-1196), hijo de Ramón Berenguer IV y Petronila de Aragón, anexiona Millau a la Corona de Aragón.
- 1187 : Una carta confirma los derechos de Millau y de sus seis cónsules. Millau recibe las armas del rey de Aragón. El rey es representado en la villa por su baile.
- 1209 : El obispo católico (Gévaudan) conquista Millau para la iglesia católica durante la Cruzada contra la herejía albigense.
- 1222 : Raimundo VI de Tolosa (1156-1222) toma Millau.
- 1258 : Jaime I de Aragón (1243-1311) renuncia a sus derechos sobre Millau en favor de la Corona de Francia.
- 1271 : Muerte de Juana de Tolosa (1225-1271) y de su marido Alfonso de Poitiers (1220-†1271) (hermano del rey san Luis IX de Francia). Millau pasa a ser parte del reino de Francia y tres flores de lis en campo de azur son añadidas a las armas de la villa. Millau es sede de un bailiato.
- 1356 : Cortes generales - Millau es forma parte de Rouergue (dentro de una circunscripción fiscal).
- 1362 : Rouergue es cedida a Inglaterra. El 18 de febrero Jean Chandos toma posesión de Millau para el rey inglés.
- 1370 : Fin de la presencia inglesa en Rouergue.
- 1560 : Millau se decanta por la reforma protestante.
- Siglo XVII : Alternativas entre las confesiones católicas y protestantes.
- 1830 : Anexión de la vecina comuna Le Monna.
- 1961 : «Semana de Arte de Millau» bajo la presidencia de Marcel Balmefrezol

### Heráldica
Las armas tradicionales de la villa de Millau en su descripción heráldica son:
- «De oro, cuatro palos de gules; al jefe, de azur cargado de tres flores de lis de oro.»

Es de notar que estas son en todo caso las armas del rey de Aragón, tomadas después de 1187, aunque surmontadas en 1271 con el jefe de Francia (de azur, tres flores de lis). Todo ello indica que se trataba de una villa de realengo, cuya jurisdicción dependía directamente del rey. La ciudad se gobernaba a sí misma a través de cónsules (o bailes) elegidos, en tanto que el rey era el único y solo soberano. Pocas villas francesas gozaban de un régimen parejo de autonomía.

## Geografía
Millau se asienta junto al río Tarn, en la confluencia con el río Dourbie, a las puertas del parque natural regional de las Grands Causses, al principio de las gargantas del Tarn y de las gargantas del Dourbie.
La ciudad se encuentra a 641 km de París, 50 km de Rodez, 205 km de Marsella, 303 km de Burdeos y a 142 km de Toulouse.
La comuna de Millau tiene una superficie de 168,23 km² y su altitud promedio es de 379 m; la altitud en el edificio del ayuntamiento es de 366 m.
| Mapa de la comuna Millau |

La comuna de Millau colinda con las comunas Aguessac, Compeyre, Paulhe, Comprégnac, Creissels, Saint-Georges-de-Luzençon, Lapanouse-de-Cernon, La Cavalerie, Nant, La Cresse, La Roque-Sainte-Marguerite, Castelnau-Pégayrols, Saint-Beauzély y Verrières.

### Clima
El clima de Aveyron es subtropical con veranos secos, Csb (clima oceánico de veranos secos) según la clasificación climática de Köppen.
La temperatura media anual en Millau es de 10,9 °C. El mes más cálido, en promedio, es julio con una temperatura media de 19,9 °C. El mes más frío, en promedio, es enero con una temperatura media de 3,2 °C.
La precipitación promedio anual en Millau es de 731,5 mm. El mes con más precipitación promedio es septiembre con 78,7 mm de precipitación. El mes con la menor precipitación promedio es julio con 40,6 mm.
| Parámetros climáticos promedio de Millau, Aveyron, Francia | Parámetros climáticos promedio de Millau, Aveyron, Francia | Parámetros climáticos promedio de Millau, Aveyron, Francia | Parámetros climáticos promedio de Millau, Aveyron, Francia | Parámetros climáticos promedio de Millau, Aveyron, Francia | Parámetros climáticos promedio de Millau, Aveyron, Francia | Parámetros climáticos promedio de Millau, Aveyron, Francia | Parámetros climáticos promedio de Millau, Aveyron, Francia | Parámetros climáticos promedio de Millau, Aveyron, Francia | Parámetros climáticos promedio de Millau, Aveyron, Francia | Parámetros climáticos promedio de Millau, Aveyron, Francia | Parámetros climáticos promedio de Millau, Aveyron, Francia | Parámetros climáticos promedio de Millau, Aveyron, Francia | Parámetros climáticos promedio de Millau, Aveyron, Francia |
| Mes                                                        | Ene.                                                       | Feb.                                                       | Mar.                                                       | Abr.                                                       | May.                                                       | Jun.                                                       | Jul.                                                       | Ago.                                                       | Sep.                                                       | Oct.                                                       | Nov.                                                       | Dic.                                                       | Anual                                                      |
| ---------------------------------------------------------- | ---------------------------------------------------------- | ---------------------------------------------------------- | ---------------------------------------------------------- | ---------------------------------------------------------- | ---------------------------------------------------------- | ---------------------------------------------------------- | ---------------------------------------------------------- | ---------------------------------------------------------- | ---------------------------------------------------------- | ---------------------------------------------------------- | ---------------------------------------------------------- | ---------------------------------------------------------- | ---------------------------------------------------------- |
| Temp. máx. media (°C)                                      | 6.1                                                        | 7.3                                                        | 10.8                                                       | 13.5                                                       | 17.7                                                       | 21.9                                                       | 25.5                                                       | 25.1                                                       | 20.7                                                       | 15.5                                                       | 9.7                                                        | 6.9                                                        | 15.1                                                       |
| Temp. media (°C)                                           | 3.2                                                        | 3.9                                                        | 6.7                                                        | 9.1                                                        | 13.2                                                       | 16.9                                                       | 19.9                                                       | 19.6                                                       | 15.9                                                       | 11.9                                                       | 6.7                                                        | 4.0                                                        | 10.9                                                       |
| Temp. mín. media (°C)                                      | 0.2                                                        | 0.4                                                        | 2.6                                                        | 4.7                                                        | 8.6                                                        | 11.9                                                       | 14.3                                                       | 14.1                                                       | 11.1                                                       | 8.3                                                        | 3.6                                                        | 1.1                                                        | 6.7                                                        |
| Precipitación total (mm)                                   | 55.4                                                       | 47.4                                                       | 42.5                                                       | 69.9                                                       | 73.4                                                       | 60.5                                                       | 39.7                                                       | 54.8                                                       | 77.7                                                       | 79.6                                                       | 69.1                                                       | 61.6                                                       | 731.6                                                      |
| Fuente: Weatherbase.com 18 de mayo de 2015                 |                                                            |                                                            |                                                            |                                                            |                                                            |                                                            |                                                            |                                                            |                                                            |                                                            |                                                            |                                                            |                                                            |

## Población
Con una población, en 2012, de 22 013, Millau tiene una densidad de población de 130,9 habitantes/km².
| 6070 | 6077 | 6523 | 8070 | 9014 | 10 450 | 9556 | 10 041 | 10 150 | 12 636 | 13 663 | 15 095 | 15 695 | 16 628 | 16 139 | 17 429 | 18 754 | 18 701 | 18 482 | 17 673 | 15 528 | 15 936 | 16 190 | 16 437 | 17 678 | 19 209 | 21 229 | 22 595 | 21 907 | 21 695 | 21 788 | 21 339 | 22 041 |
| Para los censos de 1962 a 1999 la población legal corresponde a la población sin duplicidades (Fuente: INSEE [Consultar]) |      |      |      |      |        |      |        |        |        |        |        |        |        |        |        |        |        |        |        |        |        |        |        |        |        |        |        |        |        |        |        |        |

## El viaducto de Millau
Durante mucho tiempo Millau sufría problemas de atascos de tráfico en los meses de verano, ya que la ciudad era el paso obligado de todos los habitantes de París y el Norte de Francia que deseasen llegar a la costa mediterránea de Francia.
Los atascos se producían porque los automovilistas tenían que atravesar las estrechas calles de Millau para poder cruzar el río Tarn, que allí forma un cañón, similar al Gran Cañón del Colorado en Estados Unidos. Es por eso que se decidió construir el viaducto de Millau para descongestionar las calles de esa mencionada ciudad.
El Viaducto de Millau es un puente atirantado sostenido por siete pilares, todos con distinta forma. Este puente se considera todo un logro para la ingeniería y la arquitectura, ya que logra incorporarse al paisaje de la zona de la forma menos disruptiva posible. Es diseño del arquitecto Norman Foster y su equipo de ingeniera y fue construido entre los años 2001 y 2005 por filiales de la sociedad francesa Eiffage. Es el viaducto más alto del mundo, al discurrir a 245 metros del suelo y su pilar más alto tiene 336 metros desde su base hasta la punta, superando la altura de la Torre Eiffel. La longitud total de viaducto es de 2460 metros.

Viaducto de Millau
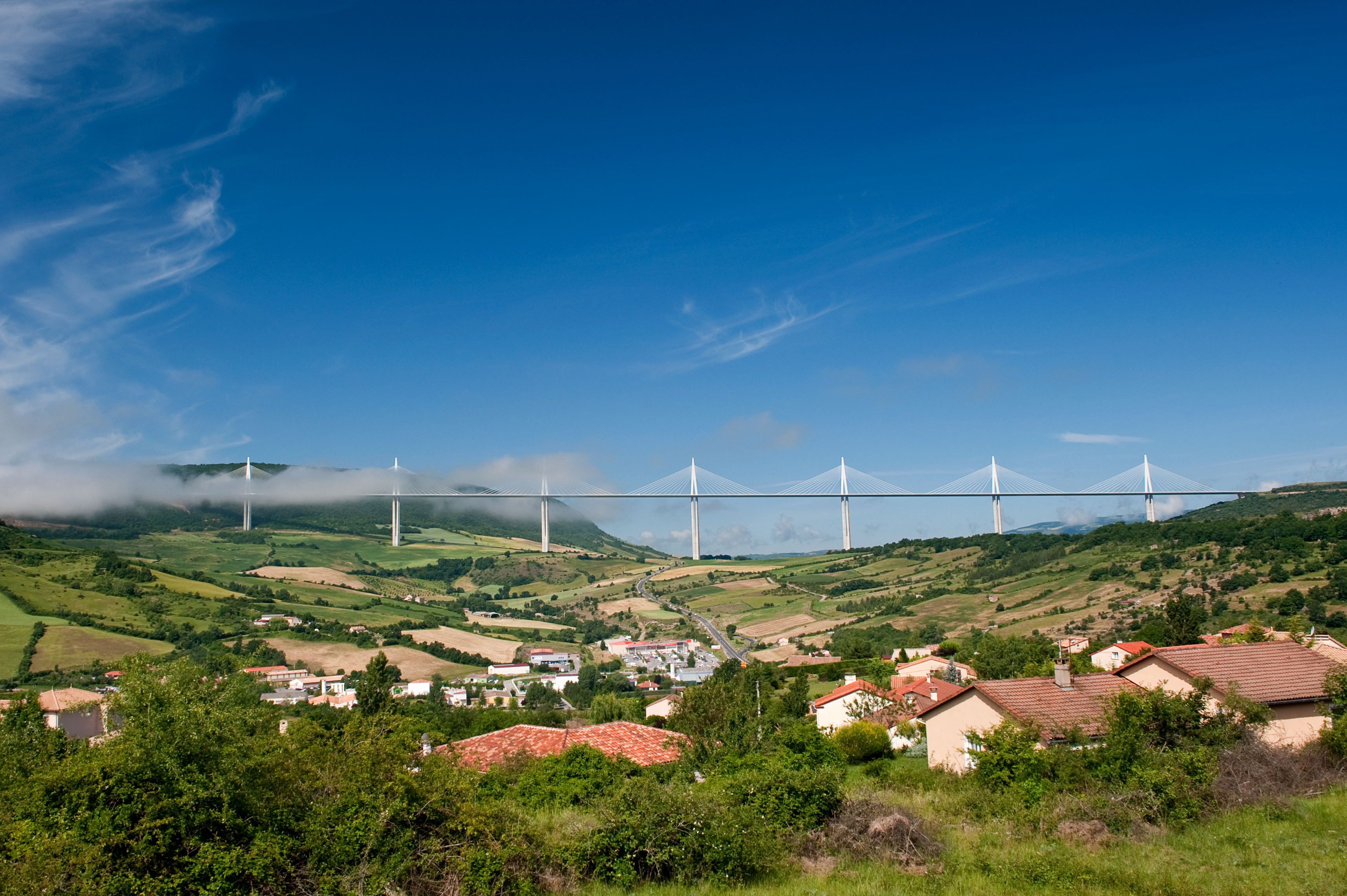
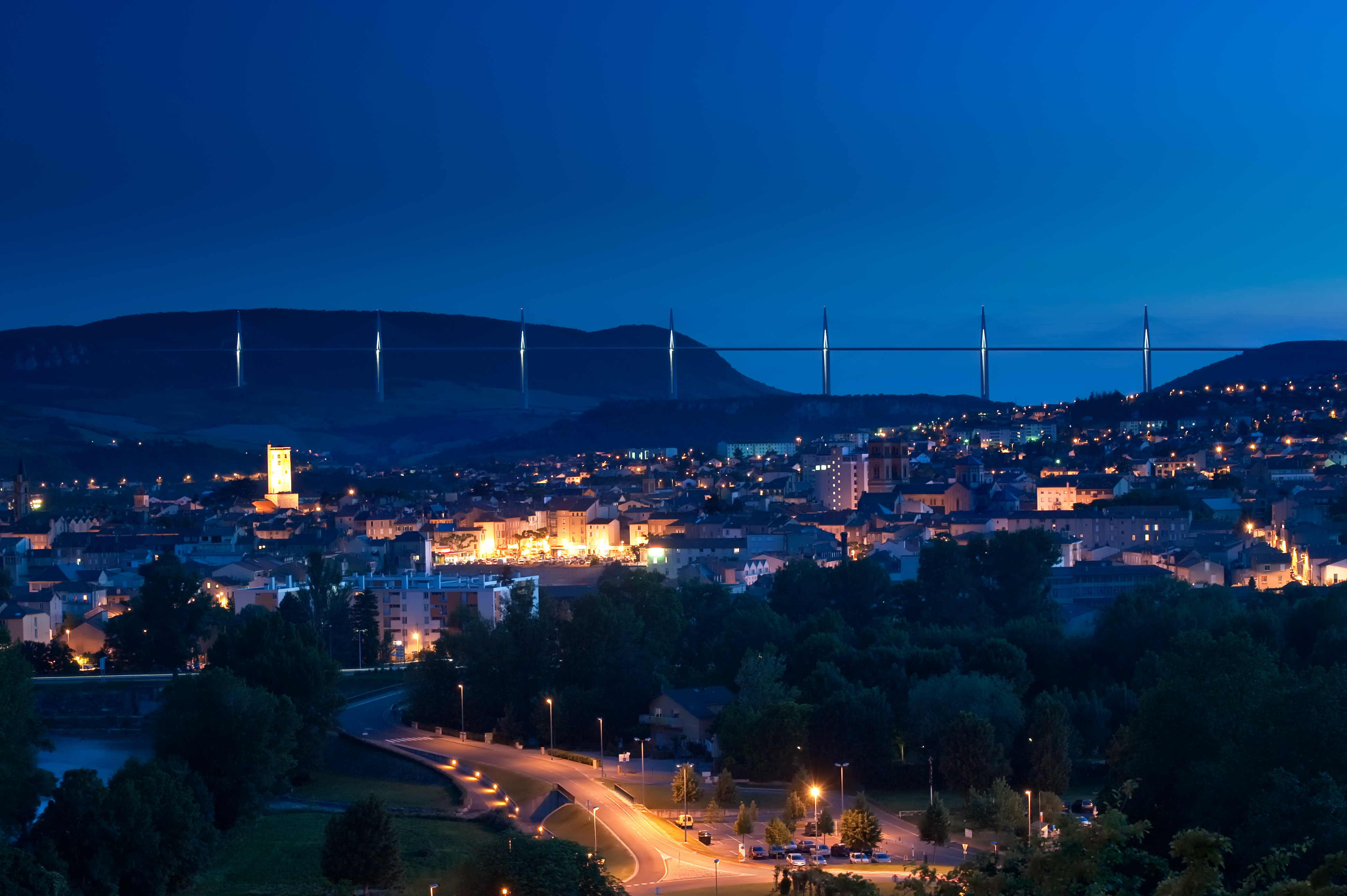

## Lugares
- La Graufesenque. A 2 km de Millau, era el mayor centro de producción de cerámica en la época galo-romana.
- El Museo de Millau ; museo del guante
- Micrópolis: la ciudad de los insectos.
- Las cuevas de Roquefort
- Jardín botánico de Causses

## Galería

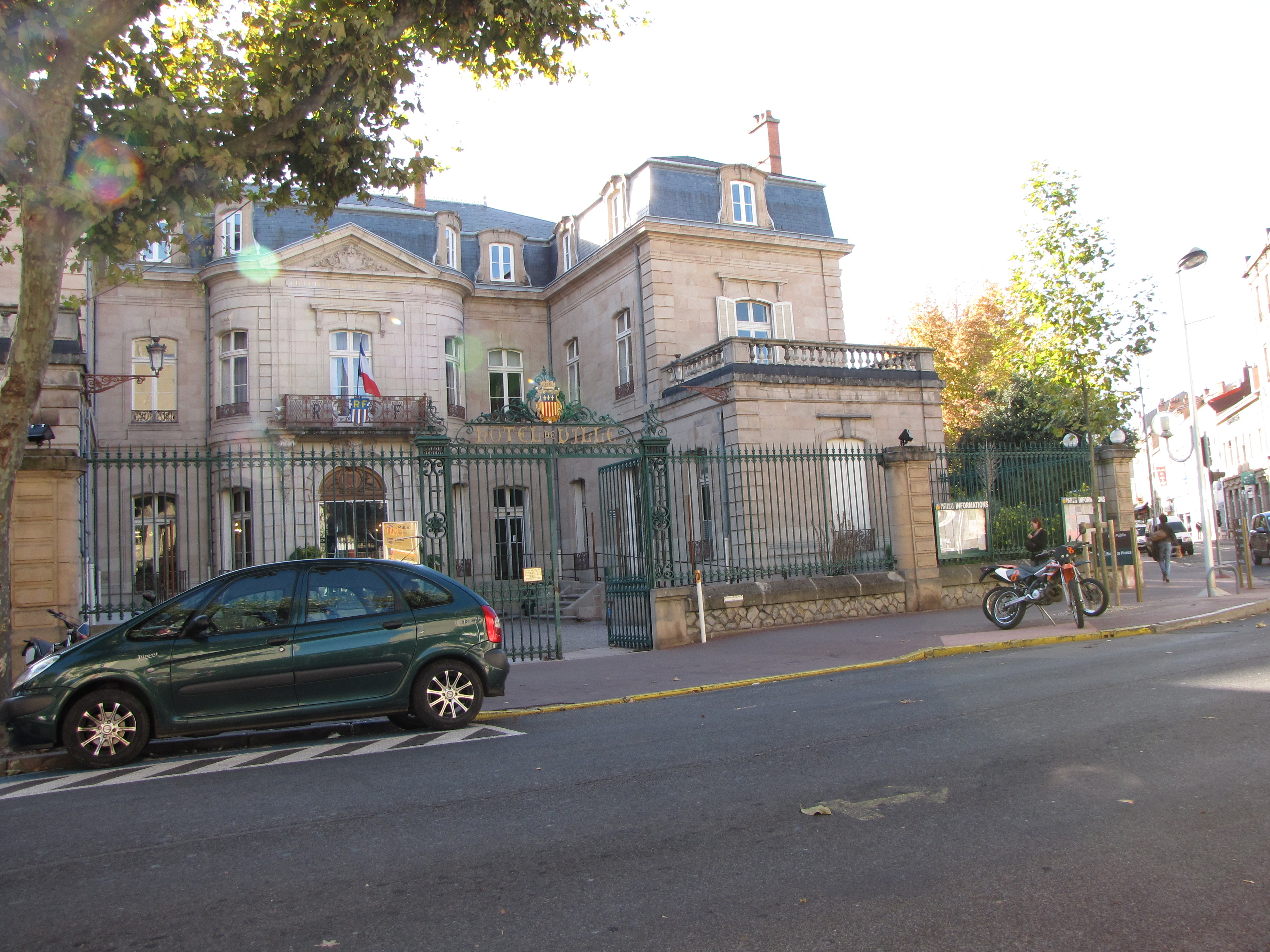
Ayuntamiento de Millau
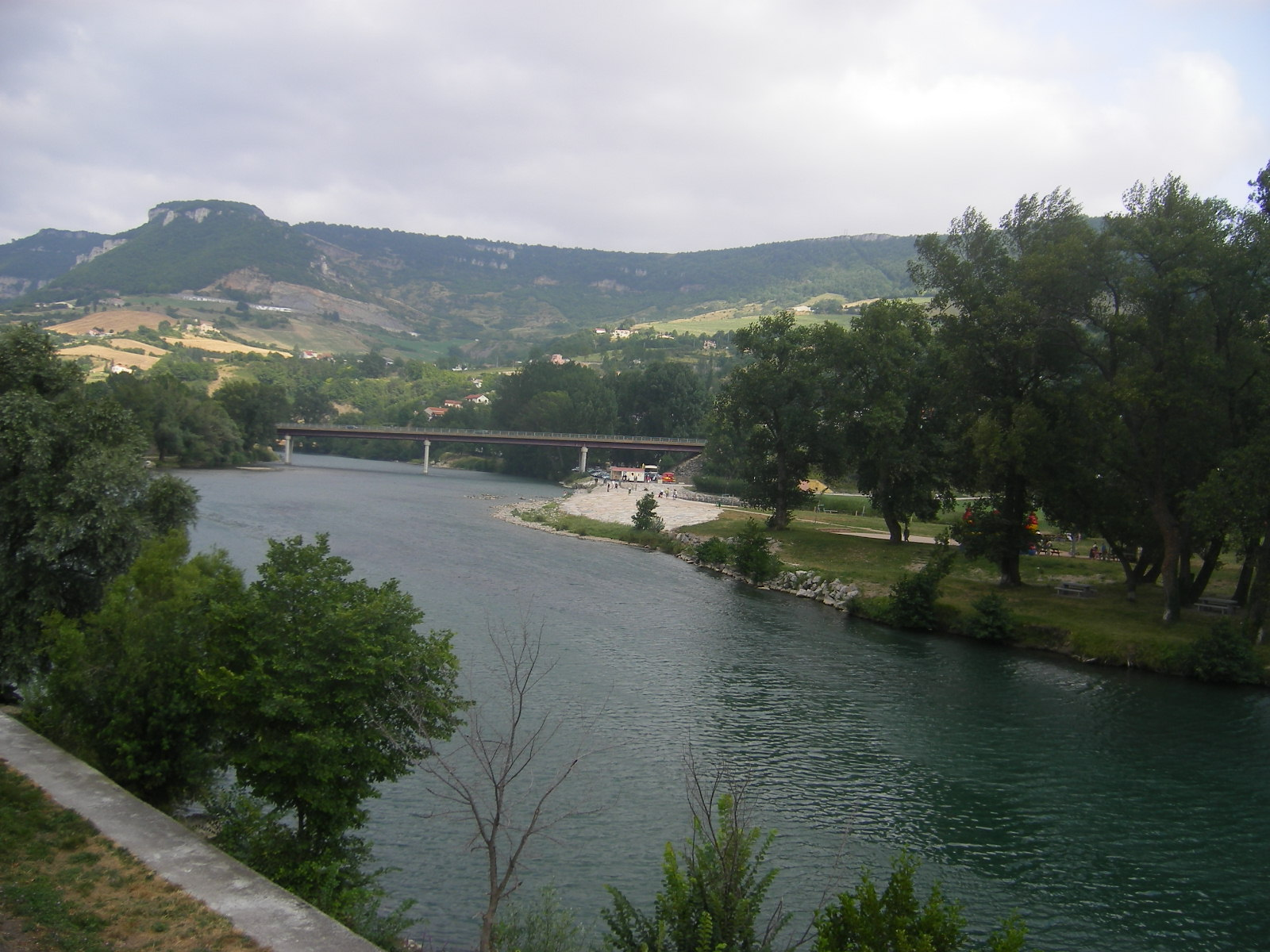
El río Tarn en Millau
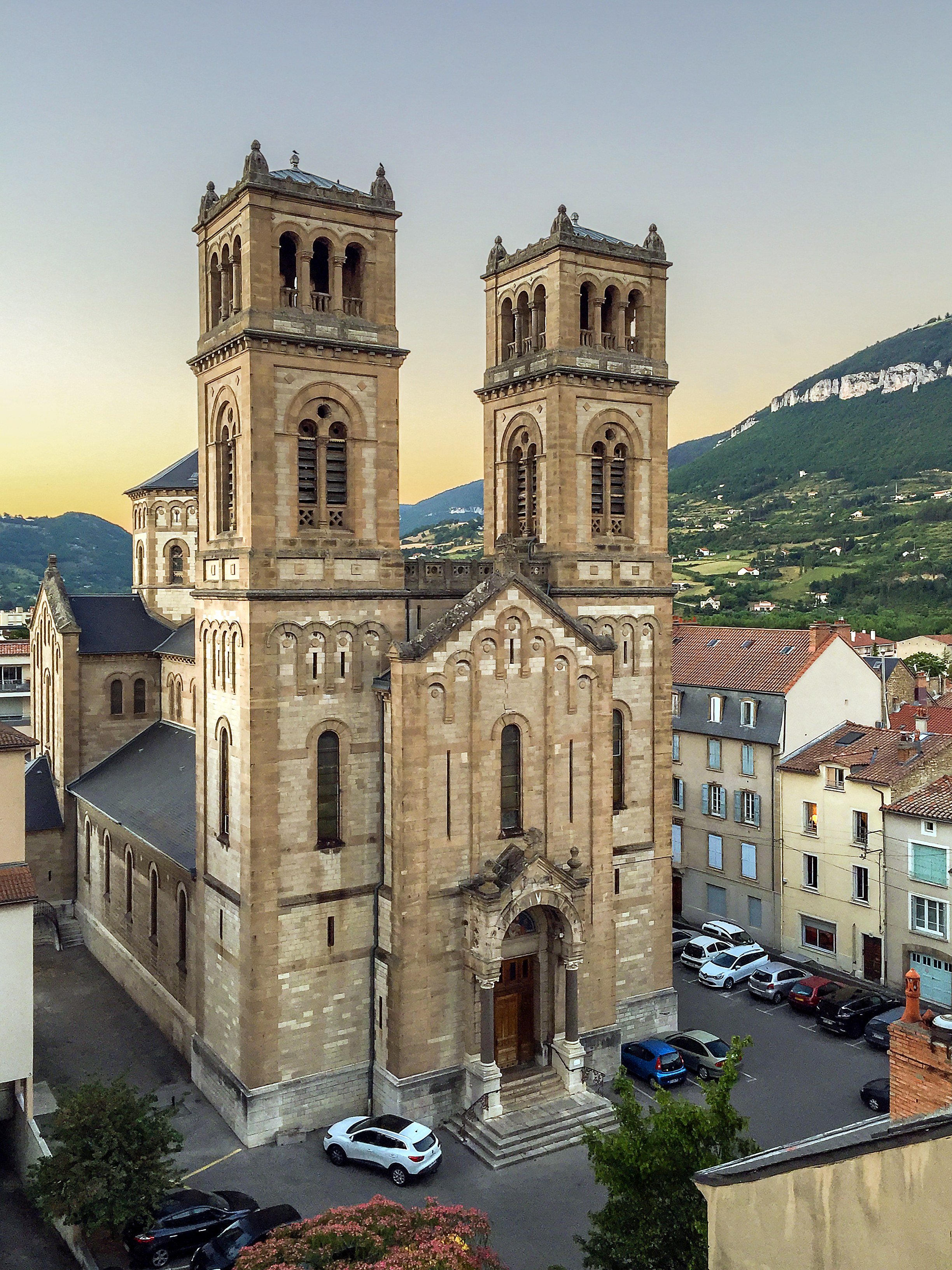
Iglesia Du Sacré-Cœur
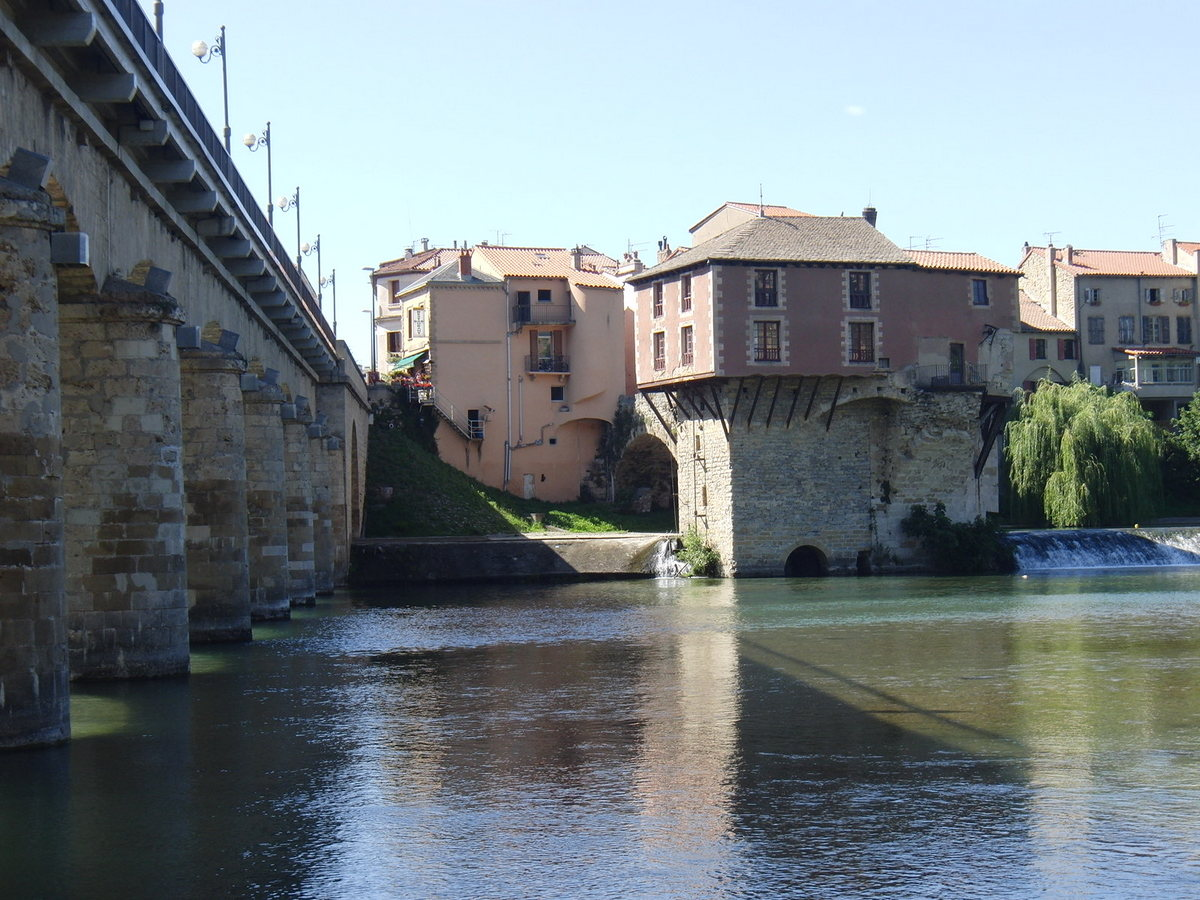
El viejo puente de Millau

## Hermanamientos
Millau está hermanado con:
- Louga, Senegal (1962)
- Bad Salzuflen, Alemania (1975)
- Bridlington, Reino Unido (1992)
- Sagunto, España (2006)
- Mostar, Bosnia y Herzegovina (2006)
- Mealhada, Portugal (2010)